# Gomphichis traceyae
Gomphichis traceyae är en orkidéart som beskrevs av Robert Allen Rolfe. Gomphichis traceyae ingår i släktet Gomphichis och familjen orkidéer. Inga underarter finns listade i Catalogue of Life.